# Поспелов, Владимир Петрович
Поспелов Владимир Петрович (10 (22) марта 1872 — 1 февраля 1949) — советский и украинский энтомолог, академик АН УССР (1939). Является одним из инициаторов организации местных учреждений по защите сельскохозяйственных растений, создания в СССР в 1931 году службы карантина растений и организатором работ по биологическому методу борьбы с вредными насекомыми.

## Биография
Родился 10 (22) марта 1872 года в Богородицке Тульской области.
В 1896 году окончил Московский университет, работал в Московском сельскохозяйственном институте. В 1904—1913 годах Поспелов заведовал Киевской областной энтомологической станцией и параллельно, как приват-доцент, читал лекции в Университете св. Владимира в Киеве. В 1912—1914 годах был редактором журнала «Энтомологический вестник». В 1913—1920 — профессор зоологии и энтомологии Воронежского сельскохозяйственного института. После смерти И.А. Порчинского, Поспелов был приглашен возглавить Бюро по энтомологии / Отдел прикладной энтомологии Государственного института опытной агрономии (ГИОА), однако фактически он смог переехать в Петроград и занять эту должность только в 1921 г. С 1930 г., после преобразования ГИОА в ВАСХНИЛ, стал заведовать лабораторией и сектором биологии насекомых ВИЗР. В 1927—1930 — профессор Саратовского университета. В 1930—1940 годах — профессор Ленинградского сельскохозяйственного института, в 1944—1945 — Киевского университета. Одновременно в 1929—1940 годах руководил лабораторией во Всесоюзном НИИ защиты растений в Ленинграде. С 1946 года — директор института энтомологии и фитопатологии АН УССР. Его работы посвящены общей и экспериментальной энтомологии, в частности защиты сельскохозяйственных растений от вредителей.

## Научная деятельность
Основные научные исследования Владимира Поспелова были посвящены общей и экспериментальной энтомологии. Занимался изучением энтомофауны Украины, разработкой биологических методов защиты растений от насекомых — вредителей с учетом экологических условий. Открыл явление имагинальной диапаузы. Впервые установил факт бесплодия у чешуекрылых и его связь с экологией.
Основные труды по общей и экспериментальной энтомологии, преимущественно по защите сельскохозяйственных растений от вредителей. Является одним из инициаторов организации местных учреждений по защите сельскохозяйственных растений в 1904 году, и создания в СССР в 1931 году службы карантина растений и организатором работ по биологическому методу борьбы с вредными насекомыми.
В 1912—1914 годах был редактором первого в Российской Империи журнала по прикладной энтомологии — «Энтомологического вестника».

## Награды
- орден «Знак Почёта» (01.10.1944)